# Сільвія Крістель
Сі́львія Марі́я Крістель (нід. Sylvia Maria Kristel; 28 вересня 1952, Утрехт — 17 жовтня 2012, там само) — нідерландська модель, акторка, письменниця. Втілила на екрані образ Еммануель.

## Біографія
Сільвія Крістель почала кар'єру як модель. У 1973 році завоювала титул «Міс телебачення Європи», тоді ж знялася в голландському фільмі «Оголена за парканом» (нід. Naakt over de schutting). Трохи пізніше французький фотограф та режисер Жуст Жакен запропонував їй головну роль у першій своїй кінокартині «Еммануель» (1974) за однойменним романом Еммануель Арсан. Фільм справив фурор у всьому світі. Про Еммануель зняті 6 офіційних фільмів за участю Крістель і безліч вільних «однойменних» продовжень, попри перерив логічного ланцюжка в кінці трилогії.
У 1979 році Сільвія Крістель знялася у двох голлівудських картинах: «Аеропорт 79» та «Оголююча бомба». Серед інших відомих кіноробіт акторки — фільми «Коханець леді Чаттерлей» (1981), «Приватні уроки» (1981), «Мата Харі» (1985).

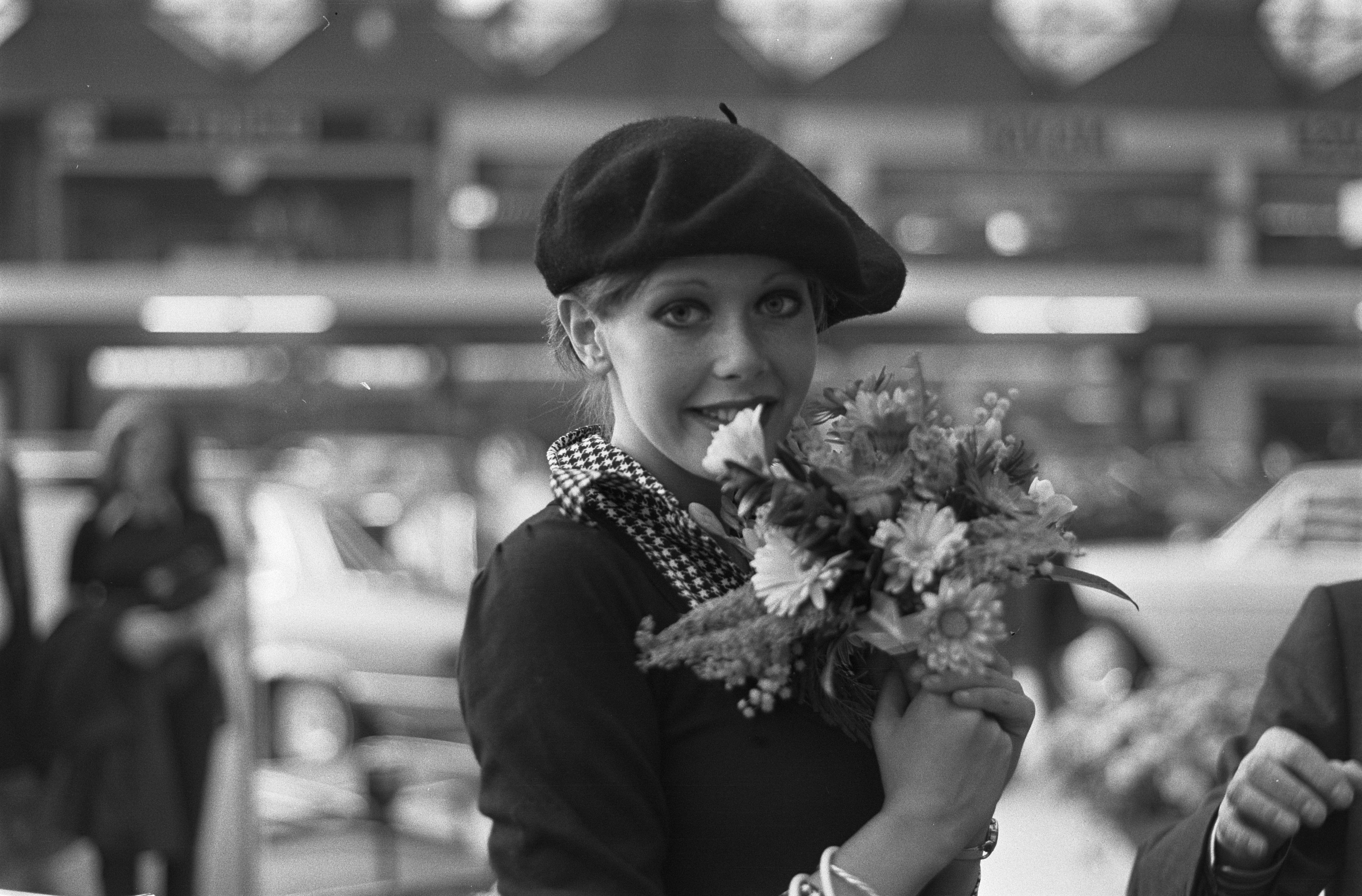
Фото 1973 року

Крістель зустрічалась з бельгійським дитячим письменником Гюго Клаусом, у 1975 році народила сина Артура. Шестирічним влаштувала його на навчання в Голландію і відвідувала вихідними, завантажена зніманням серії «Еммануель».
Довгий час зустрічалась з британським актором Ієном Макшейном, з яким познайомилася на зніманнях «П'ятого мушкетера» в 1979.
Згодом одружилася з режисером Філіпом Бло, знялася в трьох його фільмах, провальних у прокаті. Бло фактично пустив на вітер всі заощадження Крістель, — нерухомість і коштовності пішли на оплату його боргів.
Сільвія Крістель була у відкритих для громадськості стосунках з президентом Франції Валері Жискаром Д'естеном (старшим на 26 років).
Крістель захоплювалася живописом, який для неї завжди був великою втіхою. Останні роки заробляла, продаючи свої картини та беручи участь у різних телевізійних передачах. Довгі роки намагалася налагодити стосунки з сином Артуром, який після трьох незначних кіноролей працював у кавовому магазині Маріанни, молодшої сестри Сильвії.
У 2006 році написала автобіографію «Оголена» (нід. Naakt). У книзі Іен Макшейн фігурує під ім'ям Бен, а Філіп Бло — під псевдонімом Крістоф.
Через хронічне куріння сигарет без фільтра з 11 років довгі роки хворіла на рак гортані, метастази виявили в печінці. У червні 2012 року, після чергового курсу хімієтерапії, акторка перенесла інсульт.
Померла уві сні в ніч з 17 на 18 жовтня 2012 року в рідному місті Утрехті.

## Фільмографія
| Рік  | Фільм                                                | Оригінальна назва                                      | Роль                             |
| ---- | ---------------------------------------------------- | ------------------------------------------------------ | -------------------------------- |
| 1973 | «Франк і Єва»                                        | Frank en Eva                                           | Сильвія                          |
| 1973 | «Через кішок»                                        | Because of the Cats                                    | Ганні Труст                      |
| 1973 | «Оголена за парканом»                                | Naakt over de schutting                                | Лілі Марішка                     |
| 1974 | «Еммануель»                                          | Emmanuelle                                             | Еммануель                        |
| 1974 | «Племінниця фрау О» («Джулія»)                       | Der Liebesschüler                                      | Андреа                           |
| 1974 | «У савана немає кишень»                              | Un linceul n’a pas de poches                           | Авріль                           |
| 1975 | «Гра з вогнем»                                       | Le Jeu avec le feu                                     | Діана Ван Ден Берг               |
| 1975 | «Еммануель 2» («Еммануель-анти-діва»)                | Emmanuelle l'antivierge                                | Еммануель                        |
| 1976 | «Вірна жінка»                                        | Une femme fidèle                                       | Матільда Леруа                   |
| 1976 | «Еммануель 77» («Грань»)                             | La Marge                                               | Діана                            |
| 1977 | «Аліса, або Остання втеча»                           | Alice ou la dernière fugue                             | Аліса Керрол                     |
| 1977 | «Рене-тростинка»                                     | René la canne                                          | Кріста                           |
| 1977 | «Чарівне дзеркало»                                   | Espelho Mágico                                         | камео                            |
| 1977 | «Прощавай, Еммануель» («Еммануель 3»)                | Goodbye Emmanuelle                                     | Еммануель                        |
| 1978 | «Пастораль 1943»                                     | Pastorale 1943                                         | Майп Алгера                      |
| 1978 | «Містерії»                                           | Mysteries                                              | Дагні Х'єллан                    |
| 1979 | «Любов у вагоні першого класу»                       | Amore in prima classe                                  | Беатріс                          |
| 1979 | «Дикі ліжка» («Тигри в губній помаді»)               | Letti selvaggi                                         | синьора Мартуччі / Джоанна       |
| 1979 | «П'ятий мушкетер» («Таємниця залізної маски»)        | The Fifth Musketeer (Das Geheimnis der eisernen Maske) | Марія Тереза                     |
| 1979 | «Аеропорт 79: „Конкорд“»                             | The Concorde… Airport '79                              | Ізабель                          |
| 1980 | «Оголююча бомба»                                     | The Nude Bomb                                          | агент 34                         |
| 1981 | «Обличчя на мільйон доларів» (ТБ)                    | The Million Dollar Face                                | Бретт Деверо                     |
| 1981 | «Коханець леді Чаттерлей»                            | Lady Chatterley's Lover                                | Леді Констанція Чаттерлей        |
| 1981 | «Приватні уроки»                                     | Private Lessons                                        | Ніколь Меллоу                    |
| 1981 | «Диявольскі машини» (ТБ)                             | Les Machines diaboliques                               | Джаміля Хан                      |
| 1983 | «Приватна школа»                                     | Private School                                         | міс Регіна Капулетта             |
| 1984 | «Еммануель 4»                                        | Emmanuelle IV'                                         | Сільвія / Еммануель              |
| 1985 | «Велике парі»                                        | The Big Bet                                            | Мішель                           |
| 1985 | «Мата Харі»                                          | Mate Hari                                              | Мата Харі                        |
| 1985 | «Червона спека»                                      | Red Heat                                               | Софія                            |
| 1987 | «Зверхня»                                            | The Arrogant                                           | Джулі                            |
| 1987 | «Казанова» (ТБ)                                      | Casanova                                               | Маддалена                        |
| 1989 | «Вдова Дракули»                                      | Dracula's Widow                                        | Ванесса                          |
| 1990 | «В тіні пісчаного замку»                             | In the Shadow of the Sandcastle                        | Анжел                            |
| 1990 | «Моя Рив'єра»                                        | My Riviera                                             |                                  |
| 1991 | «Гаряча кров»                                        | Hot Blood                                              | Сільвія                          |
| 1992 | «Мовчання тіла»                                      | Seong-ae-ui chimmuk                                    |                                  |
| 1993 | «Школа краси»                                        | Beauty School                                          | Сільвія                          |
| 1993 | «Еммануель на сьомому небі»                          | Emmanuelle au 7ème ciel                                | Еммануель                        |
| 1995 | «Таємниця Еммануель» (ТБ)                            | Le Secret d'Emmanuelle                                 | Еммануель                        |
| 1995 | «Еммануель назавжди» (ТБ)                            | Éternelle Emmanuelle                                   | Еммануель                        |
| 1995 | «Помста Еммануель» (ТБ)                              | La Revanche d'Emmanuelle                               | Еммануель                        |
| 1995 | «Еммануель у Венеції» (ТБ)                           | Emmanuelle à Venise                                    | Еммануель                        |
| 1995 | «Кохання Еммануель» (ТБ)                             | L’Amour d’Emmanuelle                                   | Еммануель                        |
| 1995 | «Аромат Еммануель» (ТБ)                              | Le Parfum d'Emmanuelle                                 | Еммануель                        |
| 1995 | «Магія Еммануель» (ТБ)                               | Magique Emmanuelle                                     | Еммануель                        |
| 1996 | «De eenzame oorlog van Koos Tak»                     |                                                        |                                  |
| 1996 | «Дорога в завтра» (ТБ)                               | Onderweg naar morgen                                   |                                  |
| 1997 | «Секспадіння» (ТБ)                                   | Die Sexfalle                                           | Ніколь Фухс                      |
| 1997 | «Війна Гастона»                                      | Gaston’s War                                           | Майп Вессер                      |
| 1999 | «Гаррі винаймає кімнату»                             | Harry Rents a Room                                     | міс Пінкі                        |
| 1999 | «Фільм 1»                                            | Film 1                                                 | Патрон                           |
| 1999 | «Амстердамська казка»                                | An Amsterdam Tale                                      | Альма                            |
| 2000 | «Видавці»                                            | Lijmen/Het been                                        | Джинн                            |
| 2000 | «Непереможний» (ТБ)                                  | Die Unbesiegbaren                                      |                                  |
| 2000 | «Жорсткий погляд»                                    | A Hard Look                                            | камео                            |
| 2001 | «Забудь мене»                                        | Vergeef me                                             | Чікіта (на сцені) — Cyrus Frisch |
| 2001 | «Дружба»                                             | Vriendschap, De                                        | Сільвія                          |
| 2001 | «Французький пиріг» («Сексі бойз»)                   | Sexy Boys                                              | сексолог                         |
| 2001 | «Банк»                                               | Bank                                                   | дружина                          |
| 2007 | «У кожного своє кіно» (епізод «Еротичний кінотеатр») | To Each His Own Cinema                                 |                                  |
| 2010 | «Два сонячних дні»                                   | Two sunny days                                         | Анжела                           |
| 2010 | «Дівчата, що співають свінг»                         | Le ragazze dello swing                                 | Єва де Леув                      |

## Автобіографія
- Сильвія Крістель: Оголена. Історія Емманюель. (фр. Sylvia Kristel. NUE) Переклад з французької Д. Савосина. М: Текст, 2009, Серія «Колекція», ISBN 978-5-7516-0791-3